# 锡默斯霍芬
锡默斯霍芬是德国巴伐利亚州的一个市镇。总面积34.19平方公里，总人口889人，其中男性465人，女性424人（2011年12月31日），人口密度26人/平方公里。